# Motores de foguetes da SpaceX

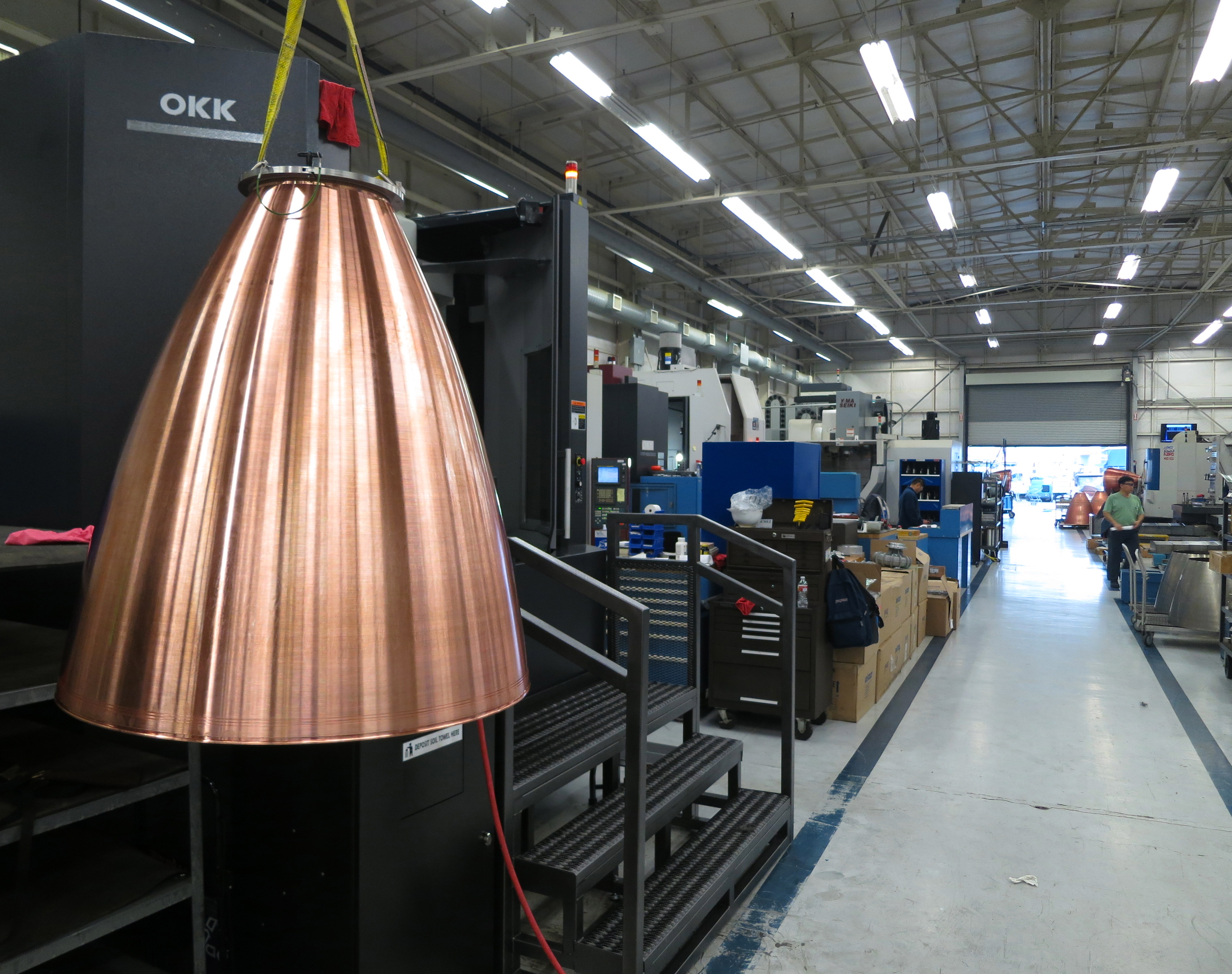
Os canais gravados no bico Merlin 1D permitem o resfriamento regenerativo, evitando que o calor do escapamento o derreta

Desde a fundação da SpaceX em 2002, a empresa desenvolveu quatro famílias de motores de foguete, Merlin, Kestrel, Draco e SuperDraco, e está atualmente (desde 2016) desenvolvendo outro motor de foguete: Raptor, e após 2020, uma nova linha de propulsores Methox.

## História
Nos primeiros dez anos da SpaceX, liderada pelo engenheiro Tom Mueller, a empresa desenvolveu uma variedade de motores de foguete de combustível líquido, com pelo menos mais um desse tipo em desenvolvimento. Em outubro de 2012, cada um dos motores desenvolvidos até o momento, Kestrel, Merlin 1, Draco e SuperDraco, foi desenvolvido para uso inicial nos veículos de lançamento da SpaceX, Falcon 1, Falcon 9 e Falcon Heavy ou para a cápsula Dragon. Cada motor principal desenvolvido em 2012 foi à base de querosene, usando RP-1 como combustível com oxigênio líquido (LOX) como oxidante, enquanto os motores de propulsão de controle RCS usaram propelentes hipergólicos armazenáveis.
Em novembro de 2012, em uma reunião da Royal Aeronautical Society em Londres, Reino Unido, a SpaceX anunciou que planejava desenvolver motores baseados em metano para seus futuros foguetes. Esses motores usariam ciclo de combustão em estágios, para maior eficiência semelhante ao sistema usado no motor NK-33 da antiga União Soviética.
Em meados de 2015, a SpaceX havia desenvolvido um total de 9 arquiteturas de motores de foguete nos primeiros 13 anos de existência da empresa.

## Motores à base de querosene
A SpaceX desenvolveu dois motores baseados em querosene em 2013, o Merlin 1 e o Kestrel, e discutiu publicamente um projeto de motor de conceito muito maior e de alto nível chamado Merlin 2. O Merlin 1 impulsionou o primeiro estágio do veículo de lançamento Falcon 1 e é usado tanto no primeiro quanto no segundo estágio dos veículos de lançamento Falcon 9 e Falcon Heavy. O segundo estágio do Falcon 1 era movido por um motor Kestrel.

### Merlin 1

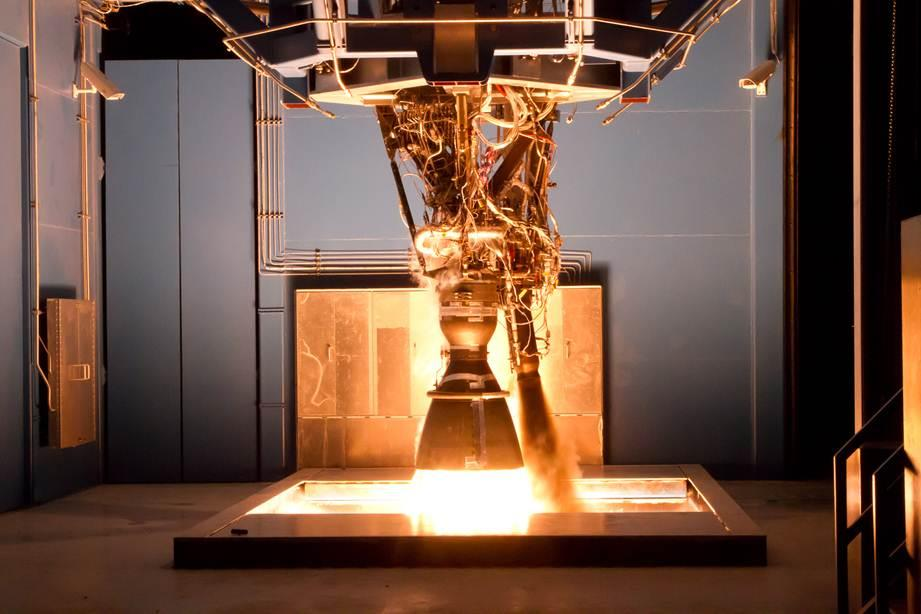
Teste de fogo estático do Merlin 1D na bancada de testes da SpaceX em McGregor, Texas

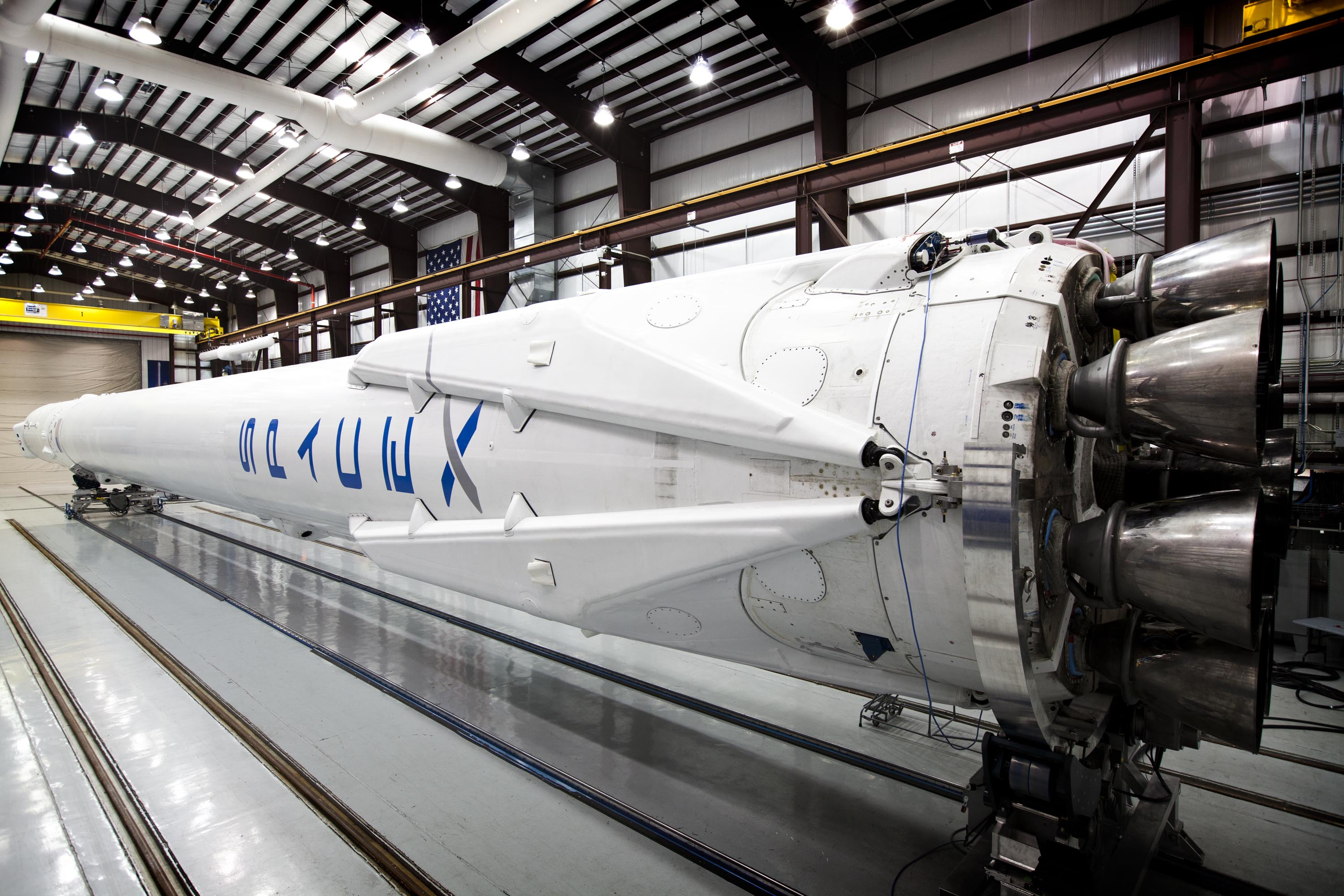
Motores de foguete Merlin 1D em um veículo de lançamento Falcon 9 v1.1 no hangar SLC-40, abril de 2014

Merlin 1 é uma família de motores de foguete que usam RP-1 como combustível com oxigênio líquido (LOX) como oxidante, desenvolvido em 2003-2012. Merlin 1A e Merlin 1B utilizaram um bico de compósito de fibra de carbono resfriado ablativamente. O Merlin 1A produziu 340 kilonewtons (76.000 lbf) de empuxo e foi usado para fornecer energia ao primeiro estágio dos dois primeiros lançamentos do Falcon 1 em 2006 e 2007. O Merlin 1B tinha uma turbobomba um pouco mais poderosa e gerava mais empuxo, mas nunca voou em um veículo de lançamento antes da mudança da SpaceX para o Merlin 1C.
O Merlin 1C foi o primeiro na família a usar um bico resfriado regenerativamente e uma câmara de combustão. Ele foi testado pela primeira vez com uma missão completa em 2007, voou pela primeira vez na terceira lançamento do Falcon 1 em agosto de 2008, foi o "primeiro foguete de combustível líquido desenvolvido de forma privada a alcançar a órbita com sucesso" (Falcon 1 Voo 4) em setembro de 2008, e subsequentemente alimentou os primeiros cinco lançamentos do Falcon 9, cada um com um veículo de lançamento Falcon 9 v1.0, de 2010 a 2013.
O Merlin 1D, desenvolvido em 2011-2012, também tem um bico resfriado regenerativamente e uma câmara de combustão. Tem um impulso de vácuo de 690 kN (155.000 lbf), um impulso específico de vácuo (Isp) de 310 s, uma razão de expansão aumentada de 16 (em oposição aos 14.5 anteriores do Merlin 1C) e pressão da câmara de 9.7 MPa (1.410 psi). Uma nova característica do motor é a capacidade de aceleração de 100% a 70%. A relação empuxo/peso de 150:1 do motor é a mais alta já alcançada para um motor de foguete. O primeiro voo do motor Merlin 1D também foi o lançamento inaugural do Falcon 9 v1.1. Em 29 de setembro de 2013, a missão Falcon 9 Flight 6 lançou com sucesso o satélite CASSIOPE da Agência Espacial Canadense em órbita polar e provou que o Merlin 1D poderia ser reiniciado para controlar a reentrada do primeiro estágio de volta à atmosfera, parte do Programa de desenvolvimento de sistema de lançamento reutilizável da SpaceX, uma etapa necessária para tornar o foguete reutilizável.

### Kestrel
Kestrel era um motor de foguete usando RP-1 como combustível com oxigênio líquido (LOX) como oxidante alimentado por pressão e foi desenvolvido pela SpaceX como o motor principal de segundo estágio do foguete Falcon 1; foi usado em 2006-2009. Ele foi construído em torno da mesma arquitetura de pino do motor Merlin da SpaceX, mas não tem uma turbobomba e é alimentado apenas pela pressão do tanque. Seu bico foi ablativamente resfriado na câmara e radiativamente resfriado na garganta, e é fabricado a partir de uma liga de nióbio de alta resistência. O controle vetorial de empuxo é fornecido por atuadores eletromecânicos na cúpula do motor para inclinação e guinada. O controle de rotação e controle de atitude durante a fase de costa é fornecido por propulsores de gás hélio frio.

## Motores baseados em metano
Em novembro de 2012, os motores methalox entraram em cena quando o CEO da SpaceX, Elon Musk, anunciou uma nova direção para o lado da propulsão da empresa: desenvolver motores de foguete de metano/LOX. O trabalho da SpaceX em motores de metano/LOX (methalox) é estritamente para apoiar o programa de desenvolvimento de tecnologia Mars da empresa. Eles não tinham planos de construir um motor de estágio superior para o Falcon 9 ou Falcon Heavy usando propelente Methalox. No entanto, em 7 de novembro de 2018, Elon Musk tuitou: "O segundo estágio do Falcon 9 será atualizado para ser como um mini-nave BFR", o que pode implicar no uso de um motor Raptor neste novo segundo estágio. O foco do programa de desenvolvimento do novo motor é exclusivamente no motor Raptor de tamanho real para a missão com foco em Marte.

### Raptor

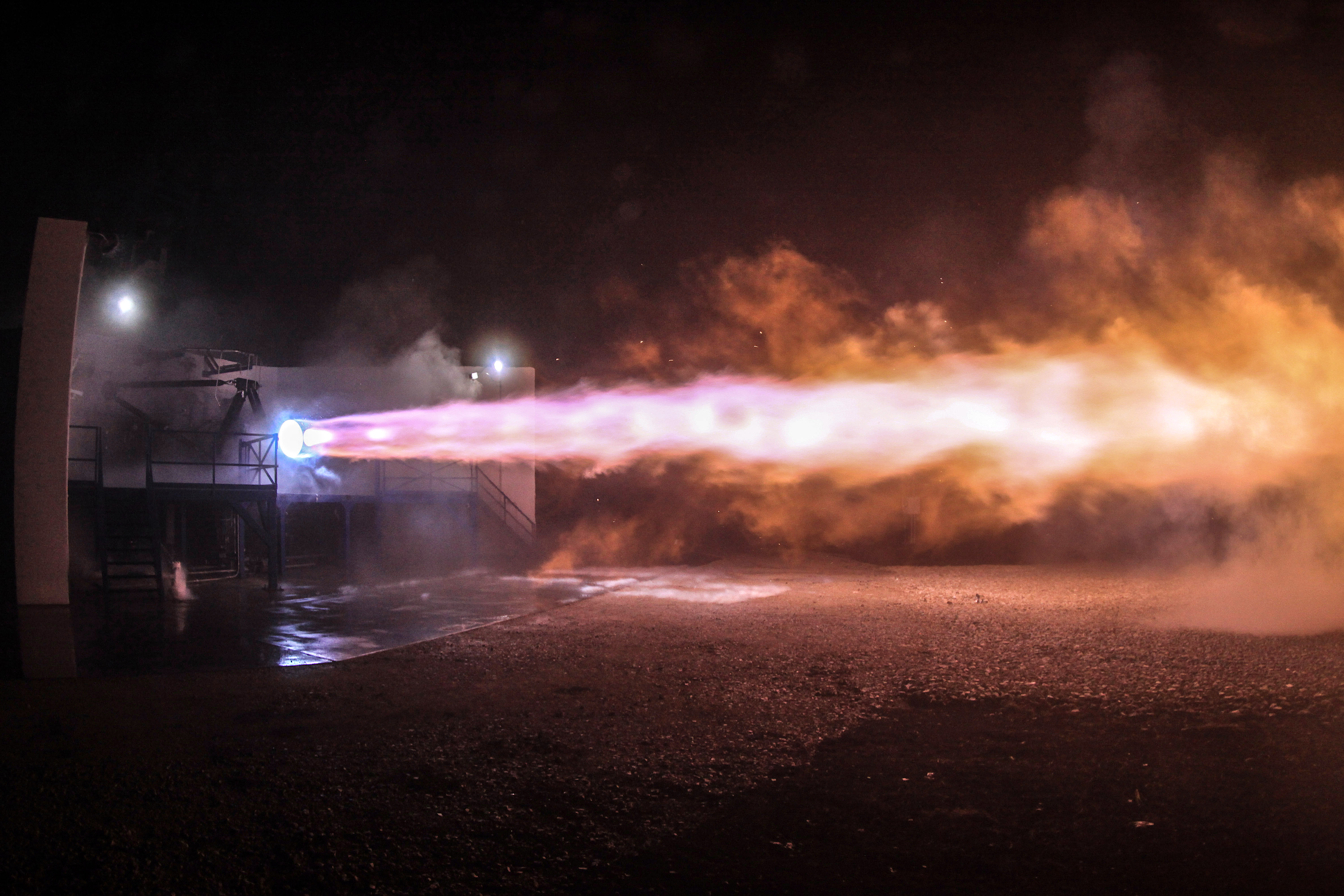
Primeiro teste de disparo de um motor Raptor de desenvolvimento em 25 de setembro de 2016 em McGregor, Texas

Raptor é uma família de motores de foguete de metano/oxigênio líquido em desenvolvimento pela SpaceX desde o final dos anos 2000, embora a mistura de propelente LH2/LOX estivesse originalmente em estudo quando o trabalho de desenvolvimento do conceito Raptor começou em 2009. Quando mencionado pela primeira vez pela SpaceX em 2009, o termo "Raptor" foi aplicado exclusivamente a um conceito de motor de estágio superior. A SpaceX discutiu em outubro de 2013 que pretendia construir uma família de motores de foguete Raptor baseados em metano, inicialmente anunciando que o motor alcançaria 2.94 meganewtons (661.000 lbf) de empuxo a vácuo. Em fevereiro de 2014, eles anunciaram que o motor Raptor seria usado no Mars Colonial Transporter. O foguete auxiliar utilizaria vários motores Raptor, semelhante ao uso de nove Merlin 1s em cada núcleo do foguete auxiliar do Falcon 9. No mês seguinte, a SpaceX confirmou que, a partir de março de 2014, todo o trabalho de desenvolvimento do Raptor é exclusivamente neste motor de foguete muito grande e que nenhum motor Raptor menor estava em desenvolvimento atual.
O motor Raptor metano/LOX usa um ciclo de combustão em estágios de fluxo total altamente eficiente e teoricamente mais confiável, uma partida do sistema de ciclo de gerador a gás aberto e propelentes LOX/querosene usados na atual série de motores Merlin 1. Em fevereiro de 2014, os projetos preliminares do Raptor buscavam produzir 4.4 meganewtons (1.000.000 lbf) de empuxo com um impulso específico de vácuo (Isp) de 363 segundos (3.56 km/s) e um Isp ao nível do mar de 321 segundos (3.15 km/s), embora os tamanhos de conceito posteriores sendo examinados estivessem próximos de 2.2 MN (500.000 lbf).
Os testes iniciais de nível de componente da tecnologia Raptor começaram em maio de 2014, com um teste de elemento injetor. O primeiro motor de desenvolvimento Raptor completo, com aproximadamente um terço do tamanho dos motores em escala real planejados para uso em várias partes do Starship, com empuxo de aproximadamente 1.000 kN (220.000 lbf), começou a testar em uma bancada de teste em solo em setembro de 2016. O bico de teste tem uma taxa de expansão de apenas 150, a fim de eliminar problemas de separação de fluxo durante o teste na atmosfera terrestre.
O ciclo de combustão em estágios de fluxo total do Raptor passará 100% do oxidante (com uma taxa de combustível baixa) para alimentar a bomba da turbina de oxigênio e 100% do combustível (com uma taxa de oxigênio baixa) para alimentar a bomba de turbina de metano. Ambos os fluxos, oxidante e combustível, estarão completamente na fase gasosa antes de entrarem na câmara de combustão. Antes de 2016, apenas dois motores de foguete de combustão em estágios de fluxo total haviam progredido o suficiente para serem testados em bancadas de teste: o projeto soviético RD-270 na década de 1960 e o projeto de demonstração da cabeça de força integradaç da Aerojet Rocketdyne em meados dos anos 2000, que não testou um motor completo, mas apenas a cabeça de força.
Outras características do projeto de fluxo total são projetadas para aumentar ainda mais o desempenho ou a confiabilidade, com a possibilidade de compensar um pelo outro:
- Eliminando a interselo da turbina oxidante de combustível, que é tradicionalmente um ponto de falha nos motores de foguetes químicos modernos;
- São necessárias pressões mais baixas através do sistema de bombeamento, aumentando a vida útil e reduzindo ainda mais o risco de falha catastrófica;
- Capacidade de aumentar a pressão da câmara de combustão, aumentando assim o desempenho geral ou "usando gases mais frios, fornecendo o mesmo desempenho de um motor de combustão em estágios padrão, mas com muito menos estresse sobre os materiais, reduzindo significativamente a fadiga do material ou o peso do [motor]".[17]

### Propulsor Methox
A SpaceX está desenvolvendo propulsores methox gasosos que utilizarão metano gasoso e oxigênio gasoso em vez de propelentes de metano líquido e oxigênio líquido (metalox) usados pelo motor Raptor.
Em seu anúncio do Sistema de Transporte Interplanetário (ITS) no 67.º Congresso Internacional de Astronáutica em 27 de setembro de 2016, Elon Musk indicou que todos os propulsores do sistema de controle de reação para o ITS (posteriormente renomeado para Starship) operariam a partir do metano gasoso e oxigênio fornecimento em cada um desses veículos, e que novos propulsores seriam desenvolvidos para o efeito.
Em 2020, um conjunto de propulsores methox RCS de alto empuxo foi planejado para ser localizado no meio do corpo na variante da Starship HLS de pouso lunar e será usado durante as "dezenas de metros" finais de qualquer descida e pouso lunar terminal, bem como usado para partir da superfície lunar.:50:30 O projeto do meio do corpo é especificamente para lidar com o problema da erosão da superfície da Lua e a criação de poeira lunar devido ao uso de motores Raptor que estão localizados na base do Starship.

## Motores hipergólicos

### Draco
Draco são motores de foguete de combustível líquido hipergólicos que utilizam uma mistura de combustível monometil hidrazina e tetróxido de nitrogênio como oxidante. Cada propulsor Draco gera 400 newtons (90 lbf) de impulso. São usados como propulsores do sistema de controle de reação (RCS) na espaçonave Dragon e no segundo estágio do veículo de lançamento Falcon 9.

### SuperDraco

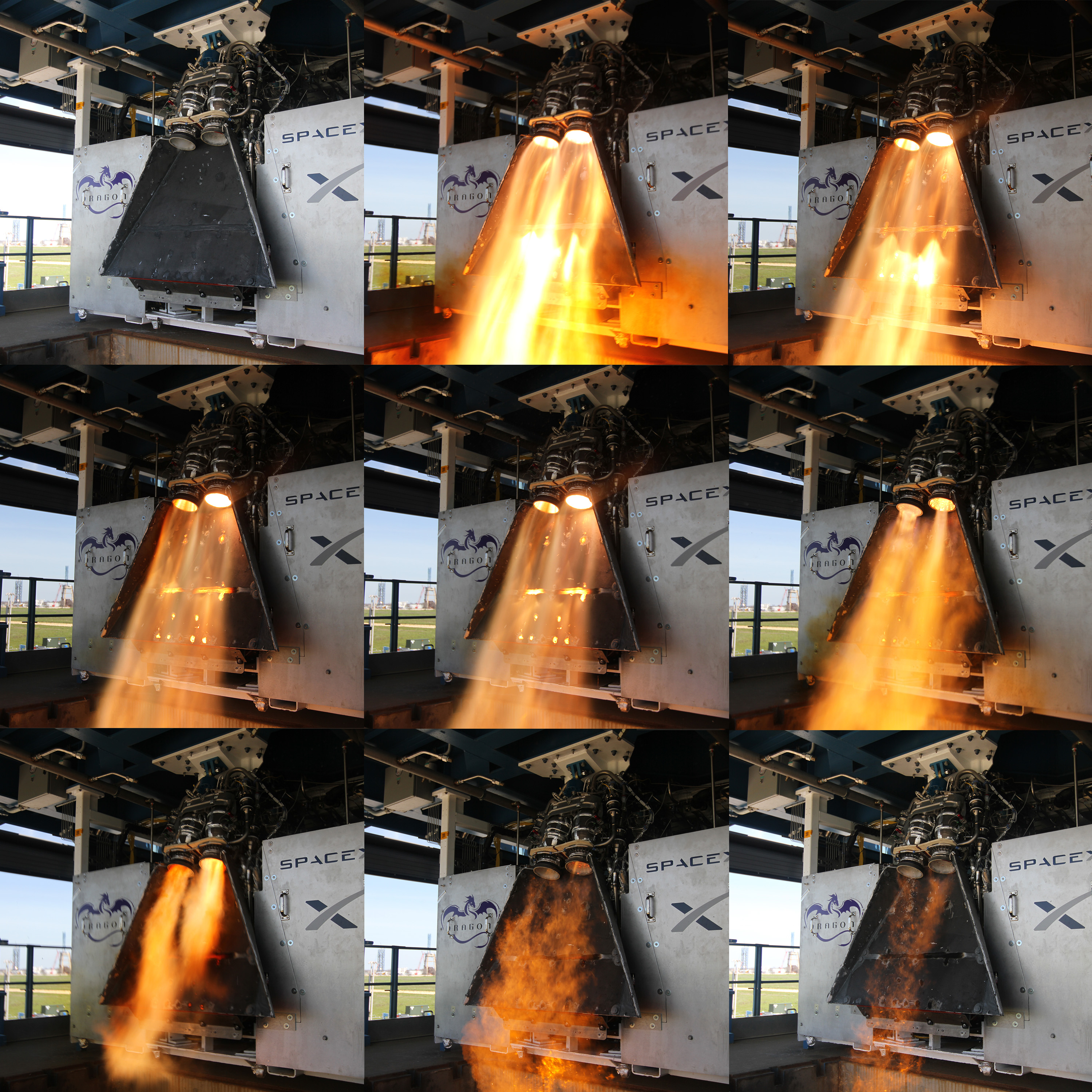
Mosaico de teste de fogo do SuperDraco

Os motores hipergólicos de propelente armazenável SuperDraco geram 67.000 newtons (15.000 lbf) de empuxo, tornando o SuperDraco o terceiro motor mais potente desenvolvido pela SpaceX, mais de 200 vezes mais potente do que os motores de propulsão Draco RCS regulares. Em comparação, é mais de duas vezes mais potente do que o motor Kestrel usado no segundo estágio do veículo de lançamento Falcon 1, e cerca de 1/9 mais empuxo de um motor Merlin 1D. Eles são usados como motores Sistema de escape no SpaceX Dragon 2 para o transporte da tripulação para a órbita terrestre baixa.